# Embranchement de les aigües
L'embranchement de les aigües (en catalan : ramal de les aigües) est un embranchement de chemin de fer située dans les communes de Montcada i Reixac et de Barcelone. Cet embranchement s'appelle "aigües" parce que la rivière Besòs se trouve à proximité.

## Caractéristiques
L'embranchement relie la ligne Barcelone à Sant Joan de les Abadesses ou la ligne Barcelone - Vic à la ligne Barcelone - Gérone - Portbou. Cet embranchement permet de relier la gare de Sant Andreu Comtal à celle de Montcada Bifurcation et vice versa.